# Georges Gautschi
Georges Harold Roger Gautschi (6 aprile 1904 – 12 febbraio 1985) è stato un pattinatore artistico su ghiaccio svizzero.

## Palmarès
| Evento                    | 1922 | 1923 | 1924 | 1925 | 1926 | 1927 | 1928 | 1929 | 1930 | 1931 |
| ------------------------- | ---- | ---- | ---- | ---- | ---- | ---- | ---- | ---- | ---- | ---- |
| Giochi olimpici invernali |      |      | 3°   |      |      |      |      |      |      |      |
| Campionati mondiali       |      |      |      | 6°   |      | 4°   |      |      | 3°   |      |
| Campionati europei        | 9°   |      | 7°   | 4°   | 3°   |      |      | 2°   |      |      |
| Campionati svizzeri       |      |      |      |      | 1°   | 1°   |      |      |      | 1°   |